# Konstantin Filozófus Egyetem
A Konstantin Filozófus Egyetem (szlovákul Univerzita Konštantína Filozofa v Nitre) szlovák állami felsőoktatási intézmény Nyitrán. Névadója Szent Cirill (Konstantin). Első rektora Peter Liba volt. 2018-tól Libor Vozár tölti be ezt a pozíciót.

## Története
Az egyetem története 1959-ig nyúlik vissza, amikor Pedagógiai Intézmény nyílt Nyitrán, a következő évben kezdődött meg a magyar tannyelvű iskolák tanárainak képzése. 1964-ben Pedagógiai Karrá nevezték át. 1992-ben rövid ideig a Szlovák Mezőgazdasági Egyetemmel a Nyitrai Egyetem része, de még ebben az évben önállósodott, és létrejött a Nyitrai Pedagógiai Főiskola.
1993-ban két új karral bővült: Humántudományi Kar és Természettudományi Kar. 1996. október 23-án vette fel jelenlegi nevét. 2001-ben létrejött a Társadalomtudományi és Orvostudományi Kar, két évvel később pedig a nemzetiségi tanszékek egyesülésével a Közép-Európai Tanulmányok Kara.

## Karok
- Bölcsészettudományi Kar (Filozofická fakulta)
- Közép-Európai Tanulmányok Kara (Fakulta stredoeurópskych štúdií)
- Pedagógiai Kar (Pedagogická fakulta)
- Társadalomtudományi és Orvostudományi Kar (Fakulta sociálnych vied a zdravotníctva)
- Természettudományi Kar (Fakulta prírodných vied)

## Magyar nyelvű oktatás
A Közép-Európai Tanulmányok Karán kínált magyar nyelvű képzések:

### Alapképzések
- Magyar-szlovák kétnyelvű ügyvitelszervezés
- Óvodapedagógia
- Regionális idegenforgalom
- Közép-európai areális tanulmányok
- Fordító- és tolmácsképzés: magyar nyelv és kultúra szakpárosításban
- Magyar nyelv és irodalom szakpárosításban (tanári szak)

### Mesterképzések
- Magyar nyelv a kétnyelvű hivatali kommunikációban
- Regionális idegenforgalom menedzsmentje
- Közép-európai areális tanulmányok
- Tanítóképzés
- Fordító - és tolmácsképzés: magyar nyelv és kultúra, szakpárosításban
- Magyar nyelv és irodalom szakpárosításban (tanári szak)

### Doktori képzések
- Közép-európai areális tanulmányok
- Magyar nyelv - és irodalom oktatáselmélete

## Híres hallgatók
- Fehér Sándor – agrármérnök, helytörténész, költő
- Michal Hvorecký – szlovák író, publicista
- Ján Kuciak – újságíró
- Malina Hedvig
- Szarka Gyula – Kossuth-díjas énekes, gitáros, zeneszerző, a Ghymes együttes alapítója, Szarka Tamás bátyja
- Szarka Tamás – Kossuth-díjas énekes, hegedűművész, költő, a Ghymes együttes alapítója, Szarka Gyula öccse
- Török Tamás – nyelvész
- Varga Norbert (1968) közművelődési szakember, folklórkutató, a szlovákiai folklórmozgalom kiemelkedő alakja
- Szilassi Lajos – magyar matematikus,  a Szilassi-poliéder megalkotója (PhD címét szerezte itt)

## Híres oktatók
- Alabán Ferenc – irodalomtörténész[6]
- B. Kovács István – régész, néprajzkutató
- Noémi Beljak Pažinová – régész.
- Jozef Bujna – szlovák régész
- Cornides István – fizikus
- Csanda Gábor – irodalomkritikus, szerkesztő
- Cselényi László – író, költő, újságíró, műfordító
- Hámori Péter – társadalomtörténész
- Eduard Chmelár – szlovák történész, politikus
- Martin Hetényi – szlovák történész
- Kiss Gy. Csaba – irodalomtörténész, művelődéstörténész
- Komzsík Attila – matematikus, dékán
- Klára Kuzmová (1955-2022) régész
- Liszka József – néprajzkutató
- Öllös László – politológus, filozófus
- Ratimorsky Piroska – régész
- Peter Romsauer – régész
- Sándor Anna – nyelvész
- Marián Zemene – szlovák történész, levéltáros